# Diocese de Durham
A Diocese de Durham (em latim: Dioecesis Dunelmensis, em inglês:  Diocese of Durham) é uma diocese da Igreja da Inglaterra no Nordeste da Inglaterra. Os limites da diocese são os limites históricos do Condado de Durham, o que significa que inclui a parte de Tyne and Wear ao sul do Rio Tyne e o Condado de Durham contemporâneo ao norte do Rio Tees. Ela contém 249 paróquias e 292 igrejas. A Catedral de Durham é a sé do bispo de Durham, e os escritórios diocesanos estão localizados fora da cidade em Stonebridge. O bispo mora em Bishop Auckland e tem escritórios no Castelo de Auckland.
A diocese é a sucessora da diocese de Lindisfarne, fundada em 635, que mudou sua sé para Chester-le-Street em 882 e posteriormente mudou-se novamente para Durham em 995. A maior parte de Northumberland e a parte de Tyne and Wear ao norte do Tyne fizeram parte da diocese até 1882, quando a diocese de Newcastle foi criada.